# Mahoor Shahzad
Mahoor Shahzad (* 17. Oktober 1996 in Karatschi) ist eine pakistanische Badmintonspielerin.

## Karriere
Mahoor Shahzad wurde bei den Pakistan International 2016 Zweite in Einzel und Dritte im Doppel. Ein Jahr später siegte sie bei der gleichen Veranstaltung im Einzel. Bei den Commonwealth Games 2018 wurde sie Neunte im Einzel. 2021 qualifizierte sie sich für die Olympischen Sommerspiele des gleichen Jahres, schied dort jedoch in der Vorrunde aus. Während der Eröffnungsfeier war sie gemeinsam mit dem Schützen Muhammad Khalil Akhtar die Fahnenträgerin ihrer Nation.

## Sportliche Erfolge
| Saison | Veranstaltung               | Disziplin | Platz | Name                          |
| ------ | --------------------------- | --------- | ----- | ----------------------------- |
| 2016   | Pakistan International 2016 | WD        | 3     | Sara Mohmand / Mahoor Shahzad |
| 2016   | Pakistan International 2016 | WS        | 2     | Mahoor Shahzad                |
| 2017   | Pakistan International 2017 | WS        | 1     | Mahoor Shahzad                |
| 2018   | Commonwealth Games 2018     | WS        | 9     | Mahoor Shahzad                |
| 2021   | Olympische Spiele 2020      | WS        | 29    | Mahoor Shahzad                |

## Referenzen
- Mahoor Shahzad beim Badminton-Weltverband

| Personendaten    | Personendaten                    |
| ---------------- | -------------------------------- |
| NAME             | Shahzad, Mahoor                  |
| KURZBESCHREIBUNG | pakistanische Badmintonspielerin |
| GEBURTSDATUM     | 17. Oktober 1996                 |
| GEBURTSORT       | Karatschi                        |